# 劉迎霞
劉迎霞（1972年6月—），黑龙江哈爾濱人，中华人民共和国企业家，曾担任中國全國政協委員、中華全國工商業聯合會副主席、翔鷹集團董事長兼任總經理等职务。2003年首次以工商聯代表身份被選為中國人民政治協商會議委員，2008年再次以工商聯代表身份獲選為全國政協委員。曾涉足建筑装潢和水利等业务，劉迎霞曾拥有资产20多亿元。在2008年名列胡润女富豪榜第31名。

## 生平
1972年6月生於哈爾濱的一個解放軍家庭，15歲時依家人安排進入軍校学习，退伍后考入东北重机学院齐齐哈尔分院。20歲時投資成立翔鷹裝飾公司，1992年至1998年間任哈尔滨翔鹰装饰公司总经理，1998年起至今任哈尔滨翔鹰集团股份有限公司董事长。
1998年底翔鹰集团和美国GSI公司合作在德国法兰克福投资3000万马克，共同兴办嘉兴纺织有限公司，把中国传统的印染纺织工业和国际的先进科技结合，产品现已遍及20几个国家和地区。2000年，她以企业名義邀请以馬愛珍為首的台湾女企业家来到中國大陆洽谈合作项目，并且签订了与台湾女企业家协会共同筹建“海峡两岸女企业家创业园区”协议，现已进入实质性运转阶段。2009年2月，劉迎霞以工商聯副主席身份訪台，代表大陸方面簽署兩岸農業合作備忘錄。
劉迎霞一直以知性女人的形象出現在宣傳中。她在簡歷中這樣介紹自己：參軍轉業後，仍不忘學習，獲得了哈爾濱工業大學碩士學位以及北京大學的EMBA學位，並擔任大連理工大學的兼職教授。但哈爾濱工業大學表示，他們查閱學校研究生畢業檔案。從1987年開始直到現在，均無劉迎霞的任何信息，所以可以認定，她從未在哈工大就讀。北京大學方面也否認劉迎霞曾在該校讀過碩士，大連理工大學的工作人員則稱劉迎霞並不是該校的兼職教授，學校也從未聘請過她。後來也有中國媒體記者到哈爾濱實地調查，發現翔鷹集團的註冊地址是哈爾濱市南崗區天順街8號，但現在那裏是一家汽車銷售門店。而且還有人透露說，翔鷹集團完全是一家空殼公司，在整個哈爾濱就找不到它的辦公地點。

## 爭議事件

### 全國政協資格被撤銷
因卷入2013年中石油腐败案，在2014年2月20日俞正聲主持召开的政協主席會議上，會議審議通過了撤銷劉迎霞政協第十二屆全國委員資格的決定，並在第4次常委會議上追認。

### 「違規」當選全國工商聯副主席
中共中央纪律检查委员会與中华人民共和国监察部網站2015年4月30日刊登訊息，指全國工商聯黨組開會檢討劉迎霞「違規」當選工商聯副主席事件。內容指出「由於長期以來全國工商聯執委會議參會率不高，全國工商聯十屆二次執委會議通過的選舉辦法規定，候選人得贊成票超過實到人數半數為當選。這次會議根據該辦法選舉劉迎霞為全國工商聯副主席，但該辦法與全國工商聯第十次會員代表大會通過的選舉辦法關於候選人得贊成票超過應到人數半數為當選的規定不一致。黨組深刻反思劉迎霞事件教訓，制定《關於規範全國工商聯選舉辦法的意見》，規範選舉工作。今後制定全國代表大會選舉辦法時，要明確全國代表大會選舉辦法的基本要求對屆內歷次執委會議、常委會議的選舉具有約束力，特別是要嚴格執行候選人得贊成票超過應到人數半數為當選的規定。」

### 失蹤
2014年2月，在劉迎霞政協全國委員資格被撤銷之後，《[鳳凰周刊》報導，劉迎霞2013年下半年早已失聯，自當年9月開始再也沒有露面，曾告訴員工是去美國治病。有翔鷹集團內容人士向《鳳凰周刊》透露，集團內部處於一片混亂之中，好幾個月沒有發工資，管理層大多已經離開。自從劉迎霞失蹤之後，這個企業由他父親劉宏金管理。但是他已經近80歲，並不能穩定員工情緒。也有翔鷹集團員工向《鳳凰周刊》表示，劉迎霞前夫鄭利偉在7、8個月之前離開了翔鷹集團。隨後，劉迎霞也失去了聯繫。員工曾詢問劉迎霞家人，家人對外的說法是，她因病現在在美國治療。劉迎霞在此之前確實去美國治病，但是據翔鷹集團員工透露，據說病已經康復。至於劉迎霞為何失蹤，為何被撤銷政協委員，此後一直沒有官方的確切消息。

## 頭銜
- 中國人民政治協商會議委員
- 中華全國工商業聯合會副主席
- 全國工商聯城市基礎設施商會會長
- 全国青联常委
- 黑龍江省工商聯副主席
- 哈爾濱翔鷹集團董事長兼總經理
- 大連理工大學兼任教授

## 獲獎
- 2000年黑龙江省“十大傑出青年”
- 2000年黑龙江省“三八红旗手”
- 全國傑出創業女性
- 香港紫荊花杯傑出企業家
- 最具影響力華商女企業家
- 優秀中國特色社會主義事業建設者